# Tobias Barreto (gemeente)
Tobias Barreto is een gemeente in de Braziliaanse deelstaat Sergipe. De gemeente telt 49.261 inwoners (schatting 2009).
De gemeente grenst aan Poço Verde, Simão Dias, Riachão do Dantas, Itabaianinha, Tomar do Geru en Itapicuru (BA).